# Villeneuve-lès-Maguelone

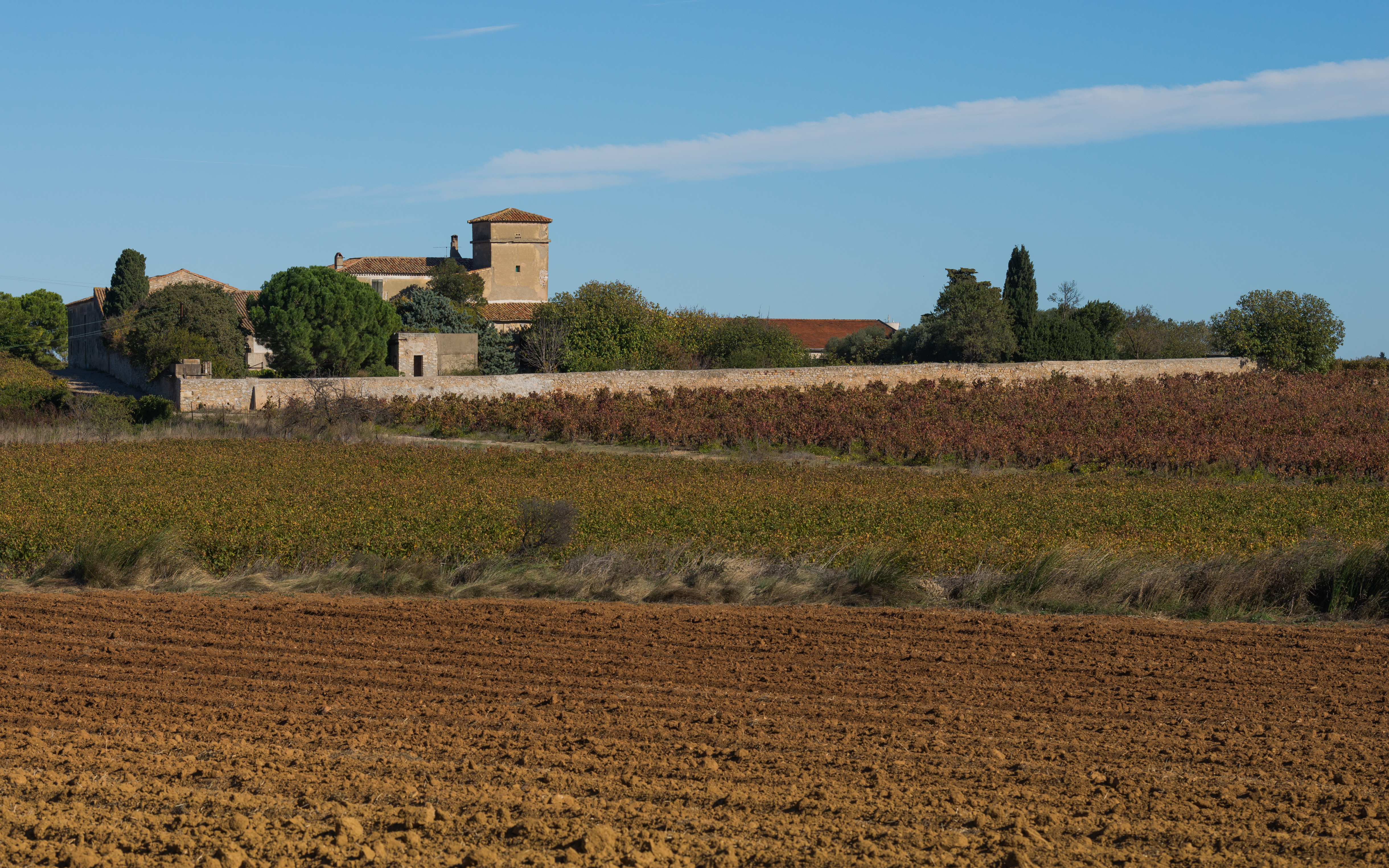

Villeneuve-lès-Maguelone är en kommun i departementet Hérault i regionen Occitanien i södra Frankrike. Kommunen ligger i kantonen Frontignan som tillhör arrondissementet Montpellier. År 2022 hade Villeneuve-lès-Maguelone 10 406 invånare.

## Befolkningsutveckling
Antalet invånare i kommunen Villeneuve-lès-Maguelone
Referens:INSEE